# Hessisch Lichtenau
Hessisch Lichtenau település Németországban, Hessen tartományban. Lakosainak száma 12 798 fő (2023. december 31.).

## Népesség
A település népességének változása:
| Lakosok száma | 12 100 | 12 284 | 12 359 | 12 360 | 12 598 | 12 798 |
|               | 2015   | 2017   | 2019   | 2021   | 2022   | 2023   |